# Палладийтербий
Палла̀дийте́рбий — бинарное неорганическое соединение, интерметаллид
палладия и тербия
с формулой TbPd,
кристаллы.

## Получение
- Сплавление стехиометрических количеств чистых веществ:

{\displaystyle {\mathsf {Pd+Tb\ {\xrightarrow {1420^{o}C}}\ TbPd}}}

## Физические свойства
Палладийтербий образует кристаллы нескольких модификаций:
- α-PdTb, ромбическая сингония, пространственная группа C mcm, параметры ячейки a = 0,3722 нм, b = 1,0523 нм, c = 0,4554 нм, Z = 4, структура типа борида хрома CrB, существует при температуре ниже 850…880 °C;
- β-PdTb, ромбическая сингония, пространственная группа P nma, параметры ячейки a = 0,7192 нм, b = 0,4344 нм, c = 0,5599 нм, Z = 4, структура типа борида железа FeB, существует при температуре выше 850…880 °C[2][3][4].

Соединение конгруэнтно плавится при температуре 1420 °C,
при температуре 850…880 °C в соединении происходит полиморфный переход.